# Піявець
Пія́вець (болг. Пиявец) — село в Кирджалійській області Болгарії. Входить до складу общини Момчилград.

## Населення
За даними перепису населення 2011 року у селі проживали 70 осіб, з них 69 осіб (98,6%) — турки.
Розподіл населення за віком у 2011 році:
Динаміка населення: